# Valeriana chamaedryfolia
Valeriana chamaedryfolia là một loài thực vật có hoa trong họ Kim ngân. Loài này được Cham. & Schltdl. miêu tả khoa học đầu tiên năm 1829.